# Sibylle Durian
Sibylle Durian (eigentlich Sibylle Bechtle-Bechtinger; * 11. Dezember 1946 in Berlin) ist eine deutsche Kinder- und Jugendbuch- sowie Drehbuchautorin.

## Leben
Seit 1964 verfasste sie mehr als 200 Kinderhörspiele und veröffentlichte zahlreiche Kinder- und Jugendbücher, anfangs unter dem Pseudonym Kim Kai.
Ihr Vater war der Schriftsteller Wolfgang Bechtle (Pseudonym Wolf Durian), dessen Werke sie nach seinem Tod bearbeitete und herausgab, ihr Halbbruder war der Schriftsteller und Naturfotograf Wolfgang Bechtle (1920–1983).

## Werke (Auswahl)

### Bücher
- Meine Goldhamster. Kinderbuchverlag, Berlin 1966 (unter dem Pseudonym „Kim Kai“)
- Tagebuch eines Raubritters (1975)
- Primel schwindula (1981)
- Der Tag, an dem die Schule verschwand (1985)
- Borstel im Winterwald (1986)
- Immer diese Ria Runkel (1986)
- Der sonderbare Herr Käferstein (1988)

- Der bissige Benjamin:
  - 1. Teil: Der bissige Benjamin (1989)
  - 2. Teil: Benjamin und der geheimnisvolle Sarg (1991)
  - 3. Teil: Benjamin und der Schatz der Vampire (1991)
  - 4. Teil: Benjamins letzter Biss (1992)

- Wie Nikki ihr blaues Wunder erlebte (1995)
- Frühstück mit Dino (1995; mit Dorothea Tust in Der Buchstabenbär)

### Drehbücher
- Die Gespenster von Flatterfels (1992–1997)
- Tanz auf dem Vulkan (1996)
- Sprechstunde bei Dr. Frankenstein (1996–1997)
- Mama ist unmöglich (1997–1999)
- Pinky, oder wer hat den Mops geklaut (2001)
- Wie erziehe ich meine Eltern (2002–2004)